# Абдусаламкент
Абдусаламкент  — упразднённый посёлок на территории Карабудахкентского района Дагестана Российской Федерации. Входил в Манаскентский сельсовет Махачкалинского района Дагестанской АССР.

## География
Находился на побережье Каспийского моря, по берегу реки Манасозень,  вблизи станции Манас. 

## История
Точная дата упразднения неизвестна.

## Транспорт
Вблизи посёлка проходила железнодорожная ветка Петровск — Дербент.  